# Адекватный раздражитель
Адекватный раздражитель — физиологический стимулятор ощущений, вызывающий избирательное возбуждение определённых рецепторов, к восприятию которого живые организмы приспособились в ходе эволюции органов. Адекватный раздражитель специфичен для определенного органа чувства, например: свет для глаза, звук для уха, запах для носа и т. д. Он отличается от общих нервных раздражителей, таких как химические, электрические, термические раздражители.

## В медицине
Неадекватное восприятие раздражителя может свидетельствовать о нарушениях или болезнях. Неадекватность может быть количественной (количество раздражителя является чрезмерным или непривычным для организма), качественной (на организм воздействует фактор, по отношению к качеству которого в организме не выработано защитно-приспособительных механизмов, т.е. отсутствует адекватный раздражитель), временной (количественно и качественно адекватный раздражитель воздействует длительно или в такие промежутки времени и в таком ритме, которые непривычны для организма) и зависящей от индивидуальных свойств данного организма (то есть определяемой индивидуальной реактивностью данного организма в виде повышенной чувствительности).